# Montserrat García Balletbó
Montserrat García Balletbó (Barcelona, 6 de febrero de 1955) es una médica española especialista en anatomía patológica e investigadora en tratamientos biológicos de regeneración de los tejidos. Licenciada en medicina y cirugía por la Universidad de Barcelona. Con la colaboración de Ana Wang Saegusa fueron pioneras en 2004 en la utilización de factores de crecimiento para rejuvenecer los tejidos o reparar lesiones de la piel. Dirige de la Unidad de Medicina Regenerativa del Hospital Quirón de Barcelona. Es presidenta de la Fundación García Cugat para la investigación biomédica.

## Biografía
Licenciada y doctorada en medicina y cirugía por la Universidad de Barcelona. Es especialista en anatomía patológica. De 1978 a 1981 fue médico asistente en la cátedra de Histología y Anatomía Patológica del Hospital Clínico de Barcelona. 
En 1980 estudió en el Servicio de Anatomía Patológica del Hospital General de Massachusetts. 
Desde 1988 trabaja en el Servicio de Cirugía Ortopédica y Traumatología dirigido por Ramón Cugat en el Hospital Quirón de Barcelona. 
En 1993 se doctoró en la Universidad de Barcelona con una tesis  titulada : Presiones en los cuernos posteriores meniscales en función de variaciones de las inserciones del ligamento cruzado anterior de la rodilla , sobre ligamento cruzado anterior de rodilla y cuerno posterior de ambos meniscos.
En 1999 obtuvo el título de máster en traumatología del deporte por la Universidad de Barcelona.

### Medicina regenerativa
En el año 2004 inicia la investigación sobre factores de crecimiento en tratamientos para la piel.
En el 2007 impulsa la creación de la Fundación García Cugat para la investigación biomédica que lleva el nombre de su padre José García Cugat de la que es patrona fundadora y, desde 2012, presidenta del Consejo Directivo. Desde el año 2007 es directora del Departamento de Medicina Regenerativa del Hospital Quirón Barcelona y del centro de medicina antienvejecimiento WGB Regeneración junto a Ana Wang Saegusa.
En el año 2010 inicia la investigación con células madre en el equipo de Ramón Cugat.